# Battlefield 2: Modern Combat
 (décembre 2018).
Si vous disposez d'ouvrages ou d'articles de référence ou si vous connaissez des sites web de qualité traitant du thème abordé ici, merci de compléter l'article en donnant les références utiles à sa vérifiabilité et en les liant à la section « Notes et références ».
Battlefield 2: Modern Combat est un jeu de tir à la première personne basé sur la franchise Battlefield de Electronic Arts. Tout d'abord sorti sur PlayStation 2 et Xbox, c'est le premier épisode de la série à sortir sur console.

## Principe général
Battlefield 2: Modern Combat a pour cadre les affrontements modernes du XXIe siècle. Quatre armées se font face : les États-Unis, la Coalition du Moyen-Orient (CMO), la Chine et l'Union Européenne.
Les joueurs ont à leur disposition tout un arsenal et une multitude de véhicules, dont l'apparence varie selon l'armée qui les utilise : des Jeeps, des chars d'assaut, des hélicoptères, des bateaux… et évoluent dans des décors qui sont relativement variés, comme des villes du Moyen-Orient, les champs pétroliers de Chine, ou encore les îles du golfe Persique.
On peut souligner que le théâtre des combats ne se déroule jamais sur le sol américain ou européen.
Comme tous les Battlefield, ce jeu est surtout orienté multijoueur.

## Mode campagne
Le jeu est jouable seul en mode « Campagne ».
Cette campagne scénarisée vous plonge dans un conflit aux forts relents propagandistes où il vous sera donné de livrer bataille des deux côtés. Toute la campagne se déroule au Kazakhstan et vous incarnez selon les missions soit l'OTAN soit l'armée chinoise. En effet, il vous faudra combattre pour chacun des deux camps avant de choisir celui que vous tenterez de conduire à la victoire.

## Mode en ligne
- Mode conquête (principal)

Dans ce mode, deux équipes s'affrontent sur un champ de bataille.
Pour gagner, une équipe doit réduire le nombre de tickets de l'adversaire (450) à 0, ou s'arranger pour que son équipe ait davantage de tickets à la fin du temps imparti (20 minutes).
Pour ce faire, l'équipe doit prendre et défendre des positions stratégiques, signalées par un drapeau. Pour prendre un drapeau le joueur doit rester à proximité de celui-ci pendant un temps indiquer à l'écran et durant lequel il est exposé au feu ennemi (les drapeaux se trouvent généralement en terrain découvert et largement exposés). Si votre équipe possède la majorité des drapeaux, le nombre de tickets de l'équipe adverse baissera.
L'autre moyen est de tuer des soldats ennemis. Chaque fois qu'un soldat ennemi meurt, son équipe perd 1 ticket. Comme en début de partie, quand un soldat est tué il doit choisir une classe de soldat puis où réapparaître (sur l'un des drapeaux contrôlé par son équipe).
Les joueurs peuvent réapparaître toutes les 15 secondes.
- Mode CDD (drapeaux)

Dans ce mode, deux équipes luttent pour rapporter le drapeau adverse dans leur camp.
Pour gagner, une équipe doit avoir capturé le drapeau adverse plus souvent que l'ennemi à l'expiration du temps imparti (12 minutes).
Pour ce faire, vous devez parvenir au centre de la position adverse, voler le drapeau et le rapporter à votre base. La capture n'est possible que lorsque votre propre drapeau est à sa place.
Les joueurs peuvent réapparaître (de façon aléatoire près de leur camp) toutes les 2 secondes.

### Types de soldats
Le joueur a la possibilité de choisir parmi cinq types de soldats :
- Assaut : il est le fer de lance de la plupart des offensives et peut mener n'importe quel type d'action.

- Tireur d'élite : son rôle est d'éliminer les soldats isolés et les snipers ennemis.

- Forces Spéciales : il opère furtivement et mène des opérations de sabotage.

- Sapeur : son rôle principal est de réparer et détruire les véhicules.

- Soutien : son rôle est de maintenir un feu nourri sur l'adversaire ainsi que de soigner ses équipiers sur le champ de bataille.

## VersionXbox 360
Outre l'amélioration graphique propre à la console, cette monture comporte quatre véhicules supplémentaires, de nouveaux équipements ainsi que 16 cartes pour le mode multijoueur.